# Ana Longoni
Ana Longoni (La Plata, 4 de marzo de 1967) es una investigadora del CONICET, escritora, profesora de la Universidad de Buenos Aires y doctora en arte argentino que se especializa en el cruce de arte y política de América Latina y, en especial, de Argentina desde mediados del siglo XX hasta la actualidad. Profesora de grado y posgrado de la Universidad de Buenos Aires y profesora invitada en el Programa de Estudios Independientes (MACBA, Barcelona) y otras universidades. Entre 2018-2022 fue  la directora de Actividades Públicas en el Museo Reina Sofía, España

## Actividad profesional
Obtuvo su doctorado en Artes en 2005 en la Universidad de Buenos Aires y se especializó en estudios sobre los cruces entre arte y política en América Latina desde mediados del siglo XX. Desde su fundación en 2007 impulsa la Red Conceptualismos del Sur, que coordina 25 investigadores en varios países de “Grupo América Latina, en torno a las transformaciones de la acción política durante los años 80, en contextos de represión y violencia. Es directora del "Grupo de estudios sobre Arte, cultura y política en la Argentina reciente”, radicado en el Instituto de Investigaciones Gino Germani de la Facultad de Ciencias Sociales de la Universidad de Buenos Aires, en el que confluyen varios proyectos de investigación.
Ha curado –entre otras- las exposiciones “El deseo nace del derrumbe” (MNCARS, Madrid, 2011), “Perder la forma humana” (MNCARS, Madrid, 2012/ MALI, Lima, 2013 / MUNTREF Buenos Aires, 2014), “Con la provocación de Juan Carlos Uviedo” (MUAC, México, 2015) y “Oscar Masotta. La teoría como acción” (MUAC, México, 2017 / MACBA, Barcelona, 2018).
Ha sido integrante de la Comisión Gestora de la Universidad de las Artes (Guayaquil, Ecuador, 2015-2016) y ha sido nombrada Directora de Actividades Públicas del Museo Nacional Centro de Arte Reina Sofía (Madrid) en 2018. Autora de numerosas publicaciones, entre las que destacan los libros Del Di Tella a Tucumán Arde (2000), Traiciones (2007) y Vanguardia y revolución (2014). Dos obras teatrales de su autoría se han estrenado en Buenos Aires: La Chira (2003) y Árboles (2006).

## Obras

### Libros
- Del Di Tella a Tucumán Arde (2000)[10]
- El siluetazo (2008)[10]
- Romero (2010)
- Traiciones (2007)[11]
- El deseo nace del derrumbe' (2011)
- Vanguardia y revolución (2014)[12]

### Obras teatrales
- La Chira (2003)[13]
- Árboles (2006)[14]

En una nota referida a la aparición de su libro Traiciones, Longoni expresó que:

“Los relatos de los sobrevivientes estorban –en ciertos ámbitos militantes– la construcción del mito incólume del desaparecido como mártir y héroe, frente al que no parece tener cabida ninguna crítica de las formas y las prácticas de la militancia armada de los ’70 sin poner en cuestión la dimensión del sacrificio de los ausentes. El punto aquí es preguntarnos cómo la voz (y la existencia misma) del sobreviviente puede provocar un remezón en esas cristalizaciones. Tanto el desaparecido entendido como mártir inocente como el desaparecido asimilado irrestrictamente al lugar del héroe no pueden –en tanto desaparecido– correrse del sitial en que han sido colocados, ni pueden testimoniar. El sobreviviente, en cambio, aparece en este esquema como un héroe caído; se vuelve en esta lógica binaria la contracara del héroe, un traidor, y esa posición borronea su condición de víctima. A desentrañar esa arraigada asociación entre sobreviviente y traición es que está abocado en gran medida este libro.”

La obra teatral La Chira (2003) partió de textos que en su gran mayoría eran bastante antiguos, de las décadas de 1980 y 1980 que no fueron pensados como teatro, sino más bien como poemas que fueron leídos por la directora de teatro Ana Alvarado que propuso a la autora a trabajar con ellos en un grupo de teatro con su dirección.